# Protectorat dels Rius de l'Oli
El Protectorat dels Rius de l'Oli fou un protectorat britànic a la moderna Nigèria que es va formar amb part del Protectorat dels Golfs de Biafra i de Benín el 16 de juliol de 1884 coincidint amb la Conferència de Berlín per repartiment d'Àfrica. El Protectorat es va concretar a Ubani (Igbani), Twon-Brass, Calabar (Old Calabar), Aboh i Opobo. El protectorat va agafar oficialment el nom de Protectorat dels Rius de l'Oli el 5 de juny de 1885 i va durar fins al 13 de maig de 1893 quan el nom va ser canviat a Protectorat de la Costa del Níger. Malgrat que els tractats derivats de la Conferència de Berlín estenien el control britànic sobre les tribus dels Cameroons (Camerun), Gran Bretanya va estar disposada a reconèixer la colònia alemanya que va usurpar l'àrea oriental el 1885 com a control sobre l'activitat francesa als rius Congo superior i Ubangui. Posteriorment la frontera entre el territori Britànic i l'alemany va quedar delimitat pels tractats de 14 d'abril de 1893 i de 15 de novembre de 1893

## Cònsols-generals del Protectorat dels Rius de l'Oli
- 1885 - 1891 Edward Hyde Hewett
- 1891 F.M. Synge (interí)

## Comissionats Imperials i cònsols generals del Protectorat dels Rius de l'Oli
- 1891 - 1893 Claude Maxwell MacDonald (des de 1892, Sir)
- 1893 Ralph Denham Rayment Moor (suplent de MacDonald)